# التحقق من الهوية
التحقق من الهوية هو فيلم من نوع دراما أُصدر في 1 فبراير 2001. الفيلم من إنتاج إذاعة هسن وأرتيو، وهو من إخراج كريستيان بيتزولد، أما السيناريو فكان من كتابة كريستيان بيتزولد وهارون فاروكى.

## القصة
تقع أحداث الفيلم في، هامبورغ

## طاقم التمثيل
- بيرند تاوبر
- ماريا جواو لويس  [لغات أخرى]‏
- كاتارينا شوتلر
- روجيريو جاك  [لغات أخرى]‏
- Richy Müller [الإنجليزية]‏
- جوليا همر
- مانفريد موك
- Inka Loewendorf  [لغات أخرى]‏
- Ingrid Dohse  [لغات أخرى]‏
- هنرييت هاينز  [لغات أخرى]‏
- باربارا اوير
- جونتر ماريا هالمير

## الإنتاج
موسيقى الفيلم التصويرية كانت من تأليف Stefan Will ‏.

## وصلات خارجية
- التحقق من الهوية على موقع IMDb (الإنجليزية)
- التحقق من الهوية على موقع ألو سيني (الفرنسية)
- التحقق من الهوية على موقع Turner Classic Movies (الإنجليزية)
- التحقق من الهوية على موقع أول موفي (الإنجليزية)
- التحقق من الهوية على موقع فيلمافينيتي (الإسبانية)
- التحقق من الهوية على موقع قاعدة بيانات الفيلم (الإنجليزية)
- التحقق من الهوية على موقع ليتربوكسد (الإنجليزية)
- التحقق من الهوية على موقع كينوبويسك (الروسية)